# Чемпионат Европы по футболу 2009 среди юношей до 19 лет
Чемпионат Европы по футболу 2009 среди юношей до 19 лет — чемпионат Европы по футболу среди юношей до 19 лет. Состоялся в 2009 году в Украине в городах Донецк и Мариуполь. В турнире имели право принимать участие игроки, родившиеся только после 1 января 1990 года.
Чемпион — сборная Украины.

## Инфраструктура

### Города и стадионы
| Донецк              | Донецк Мариуполь | Мариуполь           |
| ------------------- | ---------------- | ------------------- |
| РСК «Олимпийский»   | Донецк Мариуполь | «Ильичёвец»         |
| Вместимость: 26 100 | Донецк Мариуполь | Вместимость: 12 460 |
|                     | Донецк Мариуполь |                     |
| «Металлург»         | Донецк Мариуполь | «Западный»          |
| Вместимость: 5094   | Донецк Мариуполь | Вместимость: 3063   |
|                     | Донецк Мариуполь |                     |

Тренировочными базами были:
| Город     | Стадион         | Вместимость | Фото |
| --------- | --------------- | ----------- | ---- |
| Донецк    | «Смолянка»      | 5000        |      |
| Донецк    | «Олимпик»       | 3000        |      |
| Мариуполь | «Азовец»        | 1660        |      |
| Мариуполь | СТБ «Ильичёвец» | 0           |      |

### Организация
В Мариуполе в 14 пунктах размещались 22 информационных центра, в которых работали 176 волонтеров. С целью решения вопросов транспортного обеспечения в городе были разработаны 83 схемы городских маршрутов движения для участников и болельщиков Евро-2009. Данные схемы предусматривали передвижение как команд и VIP-гостей, так и болельщиков чемпионата к VIP-зонам, гостиницам, стадионам, тренировочным базам, транспортным узлам, фан-зоне. В Донецке в 17 пунктах было расположено 27 информационных центров, где работали 232 волонтера, в том числе с резервом.

## Квалификация
Квалификация на финальную часть турнира прошла в два этапа. Квалификационный раунд 1 — для всех стран, элитный квалификационный раунд — для победителей 1-го квалификационного раунда.
- Квалификационный раунд 1
- Квалификационный раунд 2

## Арбитры
| Главные арбитры   | Линейные арбитры   | Запасные арбитры |
| ----------------- | ------------------ | ---------------- |
| Жером Эфонг Нзоло | Станислав Савицкий | Юрий Мосейчук    |
| Иржи Ех           | Робертино Дуела    | Виктор Швецов    |
| Мануэль Грефе     | Нильс Хоэг         |                  |
| Иштван Вод        | Марко Лееванд      |                  |
| Бас Нейхейс       | Христос Акривос    |                  |
| Овидиу Хацеган    | Саулюс Дирда       |                  |
|                   | Матиас Класениус   |                  |
|                   | Филип Томас        |                  |

Хорватский линейный арбитр Робертино Дуела во время одной из тренировок потерял сознание и был госпитализирован с инсультом в одной из донецких клиник, а через два дня вернулся домой.

## Жеребьёвка
Жеребьевка чемпионата, в котором принимали участие восемь юношеских сборных, состоялась 12 июня 2009 года в донецком отеле «Донбасс Палас». Команды, разбитые на две группы, на стадионах Донецка и Мариуполя по круговой системе выявили участников полуфиналов. Финальный матч был назначен на 2 августа 2009 года на РСК «Олимпийский».

### Участники
| - Украина (страна-хозяин) - Англия - Испания - Сербия | - Словения - Турция - Франция - Швейцария |

## Турнир

### Группа А
|    | Команда   | И | В | Н | П | ГЗ | ГП | +/- | Очки |
| -- | --------- | - | - | - | - | -- | -- | --- | ---- |
| 1. | Англия    | 3 | 1 | 2 | 0 | 10 | 4  | +6  | 5    |
| 2. | Украина   | 3 | 1 | 2 | 0 | 3  | 2  | +1  | 5    |
| 3. | Швейцария | 3 | 1 | 1 | 1 | 3  | 3  | 0   | 4    |
| 4. | Словения  | 3 | 0 | 1 | 2 | 2  | 9  | −7  | 1    |

| 21 июля 2009 17:00 EET | \| Англия \| 1:1 (1:0) Протокол (недоступная ссылка — история). \| Швейцария \| \| Мэтток 34' \| Голы \| Вутрих 90+2' \| | Стадион: Металлург, Донецк Зрителей: 1100 Судья: Мануэль Грефе |
| Англия: Джейсон Стил, Джозеф Мэтток, Дэниэл Гослинг, Кайл Уокер, Гэвин Хойт, Дэниэл Уэлбек (Таунсенд 69'), Найл Рейнджер, Нэтан Делфаунсо (Дринкуотер 84'), Хенри Лэнсбери, Мэттью Джеймс, Мэттью Бриггс (Беннет 72') · Гл. тренер: Брайан Истик Швейцария: Оливер Клаус, Михаэль Ланг, Филипп Кох, Амир Абраши, Марко Шенбехлер (Мехмеди 61'), Орхан Мустафи, Даниэль Унал (Паше 75'), Себастьен Вютрих, Фабио Дапрела, Франсуа Аффольтер, Брюс Лаломбонго (Висс 75') · Гл. тренер: Клод Риф Предупреждения: Рейнджер 41', Ланг 52', Унал 61', Гослинг 78', Таунсенд 82', Паше 90+3' | |                                                                |
| СМИ: football.ua. Дата обращения: 21 июля 2009. Архивировано 3 декабря 2012 года., sport.ua. Дата обращения: 22 июля 2009. | |                                                                |
| Англия | 1:1 (1:0) Протокол (недоступная ссылка — история).                                                                       | Швейцария                                                      |
| Мэтток 34' | Голы | Вутрих 90+2'                                                   |

| 21 июля 2009 19:00 EET | \| Украина \| 0:0 Протокол. Дата обращения: 25 апреля 2020. Архивировано из оригинала 5 апреля 2013 года. \| Словения \| | Стадион: РСК Олимпийский, Донецк Зрителей: 12 800 Судья: Иржи Ех |
| Словения: Радан, Йович, А. Вучкич, М. Мевлия (Финк 78'), Рапник, Омерович, Х. Вучкич, Милек, Лазаревич (Спречо 90+2'), Крнчич, Димитров (Задникар 69') · Гл. тренер: Милош Костич Украина: Левченко, Кушниров, Парцвания, Люлька (Бутко 15'), Кривцов, Виценец, Коркишко, Еременко (Шевчук 82'), Карноза (Гармаш 46'), Петров, Каверин · Гл. тренер: Юрий Калитвинцев Предупреждения: Каверин 10', Йович 16', Кривцов 26', Коркишко 43', Крнчич 55', Вукчич 62', Йович 76' · Удаления: Йович 76' | |                                                                  |
| СМИ: uefa.com. Дата обращения: 22 июля 2009. Архивировано 23 июля 2009 года., football.ua. Дата обращения: 25 апреля 2020. Архивировано 2 декабря 2012 года., UA-football. Дата обращения: 21 июля 2009. Архивировано 2 декабря 2012 года., sport.ua., shakhtar.com. Дата обращения: 22 июля 2009. Архивировано 2 декабря 2012 года. | |                                                                  |
| Украина | 0:0 Протокол. Дата обращения: 25 апреля 2020. Архивировано из оригинала 5 апреля 2013 года.                              | Словения                                                         |

| 24 июля 2009 17:00 EET | \| Словения \| 1:2 (0:0) Протокол (недоступная ссылка — история). \| Швейцария \| \| Финк 66' \| Голы \| Паше 79' Мустафи 85' \| | Стадион: Металлург, Донецк Зрителей: 1100 Судья: Овидиу Алин Хэцеган |
| Словения: Радан, А. Вучкич (Спречо 89'), М. Мевлия, Рапник, Омерович, Х. Вучкич, Милек, Лазаревич, Чрнчич (Задникар 57'), Реп, Финк · Гл. тренер: Милош Костич Швейцария: Оливер Клаус, Михаэль Ланг (Лаломбонго 58'), Филипп Кох, Амир Абраши, Фельтшер, Орхан Мустафи, Даниэль Унал , Себастьен Вютрих, Фабио Дапрела (Паше 79'), Франсуа Аффольтер, Мехмеди (Шенбехлер 61') · Гл. тренер: Клод Риф Предупреждения: Лазаревич 26', Вучкич 29', Унал 45+1', Мустафи 72', Лазаревич 75', Лаломбонго 80', Рапник 82', Реп 81' · Удаления: Лазаревич 75' | |                                                                      |
| СМИ: sport.ua. Дата обращения: 24 июля 2009., football.ua. Дата обращения: 24 июля 2009. Архивировано 3 декабря 2012 года. | |                                                                      |
| Словения | 1:2 (0:0) Протокол (недоступная ссылка — история).                                                                               | Швейцария                                                            |
| Финк 66' | Голы | Паше 79' Мустафи 85'                                                 |

| 24 июля 2009 19:30 EET | \| Украина \| 2:2 (1:1) Протокол. Дата обращения: 24 июля 2009. Архивировано 5 августа 2009 года. \| Англия \| \| Петров 2', 61' \| Голы \| Лэнсбери 25' (пен.) Гослинг 51' \| | Стадион: РСК Олимпийский, Донецк Зрителей: 7438 Судья: Бас Нейхейс |
| Украина: Левченко, Кушниров, Парцвания, Петров (Карноза 81'), Кривцов, Гармаш, Коркишко, Шевчук (Каверин 46'), Бутько, Рыбалка, Ерёменко · Гл. тренер: Юрий Калитвинцев Англия: Джейсон Стил, Джозеф Мэтток, Дэниэл Гослинг (Беннетт 77'), Кайл Уокер, Гэвин Хойт, Дэниэл Уэлбек (Делфаунсо 85'), Найл Рейнджер (Мерфи 72'), Дринкуотер, Хенри Лэнсбери, Мэттью Джеймс, Мэттью Бриггс · Гл. тренер: Брайан Истик Предупреждения: Левченко 24', Г. Хойт 42', Рыбалка 54', Бриггс 80', Карноза 84' | |                                                                    |
| СМИ: uefa.com. Дата обращения: 24 июля 2009. Архивировано 27 июля 2009 года., football.ua. Дата обращения: 25 апреля 2020. Архивировано 2 декабря 2012 года., shakhtar.com. Дата обращения: 24 июля 2009. Архивировано 2 декабря 2012 года., ua-football. Дата обращения: 24 июля 2009. Архивировано 2 декабря 2012 года., sport.ua. | |                                                                    |
| Украина | 2:2 (1:1) Протокол. Дата обращения: 24 июля 2009. Архивировано 5 августа 2009 года.                                                                                            | Англия                                                             |
| Петров 2', 61' | Голы | Лэнсбери 25' (пен.) Гослинг 51'                                    |

| 27 июля 2009 19:00 EET | \| Швейцария \| 0:1 (0:0) Протокол (недоступная ссылка — история). \| Украина \| \| \| Голы \| Рыбалка 85' \| | Стадион: РСК Олимпийский, Донецк Зрителей: 4300 Судья: Иштван Вод |
| Швейцария: Оливер Клаус, Баша, Филипп Кох, Амир Абраши, Фельтшер, Орхан Мустафи, Аффольтер, Себастьен Вютрих (Шенбехлер 81'), Фабио Дапрела, Лаломбонго, Мехмеди (Паше 60') · Гл. тренер: Клод Риф Украина: Левченко, Кушниров (Карноза 75'), Парцвания, Петров, Кривцов, Гармаш (Шахов 84'), Коркишко, Каверин, Чайковский, Рыбалка, Ерёменко (Шевчук 46') · Гл. тренер: Юрий Калитвинцев Предупреждения: Абраши 32', Каверин 38', Каверин 45', Дапрела 71', Рыбалка 86', Парцвания 87', Фельтшер 90+2' · Удаления: Каверин 45' | |                                                                   |
| СМИ: uefa.com. Дата обращения: 27 июля 2009. Архивировано 20 июля 2009 года., football.ua. Дата обращения: 25 апреля 2020. Архивировано 2 декабря 2012 года., sport.ua., terrikon. Дата обращения: 27 июля 2009. Архивировано 2 декабря 2012 года., shakhtar.com. Дата обращения: 27 июля 2009. Архивировано 2 декабря 2012 года., liga.net. Дата обращения: 28 июля 2009. Архивировано 30 июля 2009 года. | |                                                                   |
| Швейцария | 0:1 (0:0) Протокол (недоступная ссылка — история).                                                            | Украина                                                           |
| | Голы | Рыбалка 85'                                                       |

| 27 июля 2009 19:00 EET | \| Словения \| 1:7 (0:5) Протокол (недоступная ссылка — история). \| Англия \| \| Димитров 50' \| Голы \| Лэнсбери 10' Бриггс 19' Уэлбек 25', 32' Делфаунсо 38', 70' Рейнджер 74' \| | Стадион: Металлург, Донецк Зрителей: 630 Судья: Эфонг Нзоло             |
| Словения: Радан, А. Вучкич, М. Мевлия, Рапник, Омерович, Йович, Милец, Спречо (Финк 43'), Задникар, Реп, Димитров (Чрнчич 79') · Гл. тренер: Милош Костич Англия: Джейсон Стил, Триппьер, Дэниэл Гослинг, Кайл Уокер, Делфаунсо, Дэниэл Уэлбек (Рейнджер 69'), Мерфи, Беннетт, Хенри Лэнсбери, Бриггс (Г. Хойт 65'), Мэттью Бриггс · Гл. тренер: Брайан Истик Предупреждения: Делфаунсо 15', Милец 31', Таунсенд 82' · Удаления: Йович 36' | |                                                                         |
| СМИ: football.ua. Дата обращения: 27 июля 2009. Архивировано 3 декабря 2012 года., ua-football. Дата обращения: 27 июля 2009. Архивировано 3 декабря 2012 года. | |                                                                         |
| Словения | 1:7 (0:5) Протокол (недоступная ссылка — история). | Англия                                                                  |
| Димитров 50' | Голы | Лэнсбери 10' Бриггс 19' Уэлбек 25', 32' Делфаунсо 38', 70' Рейнджер 74' |

### Группа В
|    | Команда | И | В | Н | П | ГЗ | ГП | +/- | Очки |
| -- | ------- | - | - | - | - | -- | -- | --- | ---- |
| 1. | Сербия  | 3 | 2 | 1 | 0 | 4  | 2  | +2  | 7    |
| 2. | Франция | 3 | 1 | 2 | 0 | 3  | 2  | +1  | 5    |
| 3. | Испания | 3 | 1 | 0 | 2 | 3  | 4  | −1  | 3    |
| 4. | Турция  | 3 | 0 | 1 | 2 | 2  | 4  | −2  | 1    |

| 21 июля 2009 18:00 EET | \| Франция \| 1:1 (1:1) Протокол (недоступная ссылка — история). \| Сербия \| \| Я. Браими 41' \| Голы \| Алексич 45' \| | Стадион: Западный, Мариуполь Зрителей: 1000 Судья: Иштван Вод |
| Франция: Абдулай Кейта, Себастьен Коршья, Альфред Н’Диай, Саид Меама, Дамьен Ле Таллек, Янн М’Виля, Эмманюэль Ривьер (Гуэй 73'), Трипи Маконда, Риад Будебуз (Бюло 58'), Матье Пейберн, Ясин Браими · Гл. тренер: Жан Галлис Сербия: Александар Кировски, Александар Милькович, Деян Благоевич, Слободан Медоевич, Неманья Црноглавац, Даниел Алексич (Джуричич 80'), Неманья Милич, Адем Ляйич, Милош Цветкович (Пршо 62'), Урош Матич, Милан Миланович · Гл. тренер: Александар Станоевич Предупреждения: Ляйич 15' | |                                                               |
| СМИ: football.ua. Дата обращения: 25 апреля 2020. Архивировано 3 декабря 2012 года., sport.ua., terrikon. Дата обращения: 22 июля 2009. Архивировано 3 декабря 2012 года. | |                                                               |
| Франция | 1:1 (1:1) Протокол (недоступная ссылка — история).                                                                       | Сербия                                                        |
| Я. Браими 41' | Голы | Алексич 45'                                                   |

| 21 июля 2009 20:30 EET | \| Турция \| 1:2 (1:0) Протокол. Дата обращения: 22 июля 2009. Архивировано 24 июля 2009 года. \| Испания \| \| Албайрак 12' \| Голы \| Фальке 49' (пен.) Сан-Мартин 51' \| | Стадион: Ильичёвец, Мариуполь Зрителей: 8300 Судья: Овидиу Алин Хатеган |
| Турция: Эмирхан Эргюн, Серкан Куртулуш, Чек (Парлак 57'), Азиз, Османоглу (Эзсивим 65), Айдогду, Йылдрым, Тунай Торун (Айик 72'), Албайрак, Шимшек, Неджип Уйсал · Гл. тренер: Огюн Темизканоглу Испания: де Хеа, Перес, Моргадо, Пулидо, Рочела, Ромеу, Хорди (Начо 90+2'), Сиельва, Сан-Мартин, Фальке (Луис Матарин 78'), Алькантара (Каналес 64') · Гл. тренер: Луис Милья Аспар Предупреждения: Куртулуш 48', Пулидо 60', Азиз 90+2' | |                                                                         |
| СМИ: football.ua. Дата обращения: 25 апреля 2020. Архивировано 3 декабря 2012 года., sport.ua. | |                                                                         |
| Турция | 1:2 (1:0) Протокол. Дата обращения: 22 июля 2009. Архивировано 24 июля 2009 года.                                                                                           | Испания                                                                 |
| Албайрак 12' | Голы | Фальке 49' (пен.) Сан-Мартин 51'                                        |

| 24 июля 2009 16:30 EET | \| Франция \| 1:1 (0:0) Протокол (недоступная ссылка — история). \| Турция \| \| Н’Диай 90' \| Голы \| Йылдрым 63' \| | Стадион: Западный, Мариуполь Зрителей: 1000 Судья: Эфонг Нзоло |
| Франция: Пийо, Себастьен Коршья, Альфред Н’Диай, Эль Каутари, Дамьен Ле Таллек, Янн М’Виля, Бюло (Гуэй 81'), Трипи Маконда, Риад Будебуз, Гийявоги, Ясин Браими (Партуш 66') · Гл. тренер: Жан Галлис Турция: Эмирхан Эргюн, Серкан Куртулуш, Мурат Акча, Гюнгер, Османоглу (Явуз Эзсевим 83'), Айдогду, Йылдрым (Онур Айик 90+2'), Тунай Торун, Умут Сезен (Угур Парлак 72'), Шимшек, Неджип Уйсал · Гл. тренер: Огюн Темизканоглу Предупреждения: М'Виля 37', Гюнгер 42', Акча 60', Эмирхан 87' | |                                                                |
| СМИ: sport.ua., football.ua. Дата обращения: 25 апреля 2020. Архивировано 3 декабря 2012 года. | |                                                                |
| Франция | 1:1 (0:0) Протокол (недоступная ссылка — история).                                                                    | Турция                                                         |
| Н’Диай 90' | Голы | Йылдрым 63'                                                    |

| 24 июля 2009 18:30 EET | \| Сербия \| 2:1 (1:1) Протокол (недоступная ссылка — история). \| Испания \| \| Миланович 36', 51' \| Голы \| Сан-Мартин 6' \| | Стадион: Ильичёвец, Мариуполь Зрителей: 2800 Судья: Иржи Ех |
| Сербия: Александар Кировски, Александар Милькович, Деян Благоевич, Слободан Медоевич, Неманья Црноглавац, Даниел Алексич (Бубало 89'), Неманья Милич (Цакич 68'), Адем Ляйич, Джуричич (Цветкович 46'), Урош Матич, Милан Миланович · Гл. тренер: Александар Станоевич Испания: де Хеа, Перес, Моргадо (Руис Матарин 75'), Пулидо (Акино 83'), Рочела, Ромеу, Хорди, Сиельва (Каналес 62'), Сан-Мартин, Фальке, Мерида · Гл. тренер: Луис Милья Аспар Предупреждения: Сиельва 56', Ромеу 80', Акино 84', Благоевич 90+2' | |                                                             |
| СМИ: football.ua. Дата обращения: 25 апреля 2020. Архивировано 3 декабря 2012 года. | |                                                             |
| Сербия | 2:1 (1:1) Протокол (недоступная ссылка — история).                                                                              | Испания                                                     |
| Миланович 36', 51' | Голы | Сан-Мартин 6'                                               |

| 27 июля 2009 17:00 EET | \| Испания \| 0:1 (0:1) Протокол (недоступная ссылка — история). \| Франция \| \| \| Голы \| Я. Браими 27' \| | Стадион: Ильичёвец, Мариуполь Зрителей: 8500 Судья: Мануэль Грефе |
| Испания: Марино, Перес, Моргадо (Алонсо Мендоса 76'), Пулидо, Рочела, Ромеу, Хорди, Сиельва (Алькантара 46'), Сан-Мартин, Фальке, Мерида (Акино 65') · Гл. тренер: Луис Милья Аспар Франция: Пийо, Коршья, Альфред Н’Диай, Нельсон, Дамьен Ле Таллек, Янн М’Виля, Эмманюэль Ривьер (Гуэй 82'), Трипи Маконда (Эль-Каутари 69'), Риад Будебуз, Партуш (Бюло 80'), Ясин Браими · Гл. тренер: Жан Галлис Предупреждения: Каналес 55', М'Виля 61', Пийо 76', Н'Диай 83', Будебуз 90+4' · Удаления: Ромеу 87' | |                                                                   |
| СМИ: football.ua. Дата обращения: 25 апреля 2020. Архивировано 3 декабря 2012 года., sport.ua., terrikon. Дата обращения: 27 июля 2009. Архивировано 3 декабря 2012 года. | |                                                                   |
| Испания | 0:1 (0:1) Протокол (недоступная ссылка — история).                                                            | Франция                                                           |
| | Голы | Я. Браими 27'                                                     |

| 27 июля 2009 17:00 EET | \| Сербия \| 1:0 (1:0) Протокол (недоступная ссылка — история). \| Турция \| \| Алексич 17' \| Голы \| \| | Стадион: Западный, Мариуполь Зрителей: 1000 Судья: Бас Нейхейс |
| Сербия: Александар Кировски, Александар Милькович, Деян Благоевич, Слободан Медоевич, Неманья Црноглавац, Даниел Алексич (Цакич 86'), Неманья Милич (Джуричич 78'), Адем Ляйич, Цветкович, Урош Матич (Ивкович 90+1'), Милан Миланович · Гл. тренер: Александар Станоевич Турция: Эмирхан Эргюн, Серкан Куртулуш, Чек (Серджан Йылдрым 46'), Азиз (Явуз Эзсевим 35'), Османоглу, Айдогду, Онур Айик, Тунай Торун, Гюнгер (Эрен Албайрак 71'), Шимшек, Неджип Уйсал · Гл. тренер: Огюн Темизканоглу Предупреждения: Азиз 7', Шимшек 25', Милькович 56', Явуз Эзсевим 67', Рыдван Шимшек 68', Алексич 68', Синан Османогл 82' · Удаления: Рыдван Шимшек 68' | |                                                                |
| СМИ: terrikon. Дата обращения: 27 июля 2009. Архивировано 3 декабря 2012 года. | |                                                                |
| Сербия | 1:0 (1:0) Протокол (недоступная ссылка — история).                                                        | Турция                                                         |
| Алексич 17' | Голы |                                                                |

## Плей-офф
|  | Полуфиналы          | Полуфиналы |   |  | Финал              | Финал |  |
|  |                     |            |   |  |                    |       |  |
|  | 30 июля — Донецк    |            |   |  |                    |       |  |
|  | Англия              | 3          |   |  |                    |       |  |
|  | Франция             | 1          |   |  |                    |       |  |
|  |                     |            |   |  |                    |       |  |
|  |                     |            |   |  | 2 августа — Донецк |       |  |
|  |                     |            |   |  | Англия             | 0     |  |
|  |                     | Украина    | 2 |  |                    |       |  |
|  |                     |            |   |  |                    |       |  |
|  |                     |            |   |  |                    |       |  |
|  |                     |            |   |  |                    |       |  |
|  | 30 июля — Мариуполь |            |   |  |                    |       |  |
|  | Сербия              | 1          |   |  |                    |       |  |
|  | Украина             | 3          |   |  |                    |       |  |

### Полуфиналы
| 30 июля 2009 16:30 EET | \| Англия \| 3:1 (1:1) (1:1) Протокол. Дата обращения: 30 июля 2009. Архивировано 30 ноября 2009 года. \| Франция \| \| Лэнсбери 37' Делфаунсо 92', 105' \| Голы \| Гуэй 8' \| | Стадион: РСК Олимпийский, Донецк Зрителей: 3500 Судья: Бас Нейхейс |
| Англия: Джейсон Стил, Триппьер, Дэниэл Гослинг, Кайл Уокер, Дринкуотер, Дэниэл Уэлбек (Рейнджер 75'), Мерфи (Мэтток 63'), Нэтан Делфаунсо, Хенри Лэнсбери, Беннет, Мэттью Бриггс (Г. Хойт 79') · Гл. тренер: Брайан Истик Франция: Пийо, Коршья, Альфред Н’Диай, Эль-Каутари, Ривьер, Гуэй (Партуш 62'), Трипи Маконда, Риад Будебуз, Пейберн (Нельсон 81'), Гийявоги (Ле Таллек 52'), Ясин Браими · Гл. тренер: Жан Галлис Предупреждения: Гийявоги 32', Пейберн 35', Эль-Каутари 36', Коршья 45+2', Триппьер 63', Корчиа 71', Будебуз 107', Эль-Каутари 117', Я. Браими 118', Будебуз 119' · Удаления: Корчиа 71', Эль-Каутари 117', Риад Будебуз 119' | |                                                                    |
| СМИ: uefa.com. Дата обращения: 31 июля 2009. Архивировано 2 августа 2009 года., football.ua. Дата обращения: 25 апреля 2020. Архивировано 2 декабря 2012 года. | |                                                                    |
| Англия | 3:1 (1:1) (1:1) Протокол. Дата обращения: 30 июля 2009. Архивировано 30 ноября 2009 года.                                                                                      | Франция                                                            |
| Лэнсбери 37' Делфаунсо 92', 105' | Голы | Гуэй 8'                                                            |

| 30 июля 2009 19:00 EET | \| Сербия \| 1:3 (1:2) Протокол. Дата обращения: 30 июля 2009. Архивировано 3 августа 2009 года. \| Украина \| \| Алексич 22' \| Голы \| Шахов 1' Гармаш 39', 86' \| | Стадион: Ильичёвец, Мариуполь Зрителей: 12 400 Судья: Мануэль Грефе |
| Сербия: Александар Кировски, Александар Милькович, Деян Благоевич, Слободан Медоевич, Неманья Црноглавац, Даниел Алексич, Неманья Милич (Бубало 90'), Адем Ляйич, Цветкович (Джуричич 84'), Урош Матич (Пршо 46'), Милан Миланович · Гл. тренер: Александар Станоевич Украина: Левченко, Кушниров, Тимур Парцвания, Кривцов, Коркишко, Сергей Шевчук (Артур Карноза 90'), Денис Гармаш, Кирилл Петров, Евгений Шахов, Ерёменко, Чайковский · Гл. тренер: Юрий Калитвинцев Предупреждения: Милькович 29', Милич 45', Петров 71', Пршо 74', Еременко 80', Ляйич 86' | |                                                                     |
| СМИ: uefa.com. Дата обращения: 31 июля 2009. Архивировано 2 августа 2009 года., football.ua. Дата обращения: 25 апреля 2020. Архивировано 3 декабря 2012 года., sport.ua., ua-football. Дата обращения: 31 июля 2009. Архивировано 3 декабря 2012 года. | |                                                                     |
| Сербия | 1:3 (1:2) Протокол. Дата обращения: 30 июля 2009. Архивировано 3 августа 2009 года.                                                                                  | Украина                                                             |
| Алексич 22' | Голы | Шахов 1' Гармаш 39', 86'                                            |

## Финал
| 2 августа 2009 16:30 EET | \| Англия \| 0:2 (0:1) Протокол. Дата обращения: 2 августа 2009. Архивировано 8 августа 2009 года. \| Украина \| \| \| Голы \| Гармаш 5' Коркишко 50' \| | Стадион: РСК Олимпийский, Донецк Зрителей: 25 100 Судья: Иржи Ех |
| СМИ: uefa.com. Дата обращения: 2 августа 2009. Архивировано 3 августа 2009 года. uefa.com. Дата обращения: 24 июля 2009. Архивировано 27 июля 2009 года., football.ua. Дата обращения: 2 августа 2009. Архивировано 2 декабря 2012 года., ua-football. Дата обращения: 2 августа 2009. Архивировано 2 декабря 2012 года., sport.ua., ФФУ. Дата обращения: 2 августа 2009. Архивировано 2 декабря 2012 года., СЕГОДНЯ. Дата обращения: 2 августа 2009. Архивировано из оригинала 4 августа 2009 года., shakhtar.com. Дата обращения: 2 августа 2009. Архивировано 2 декабря 2012 года., terrikon. Дата обращения: 2 августа 2009. Архивировано 2 декабря 2012 года. | |                                                                  |
| Англия | 0:2 (0:1) Протокол. Дата обращения: 2 августа 2009. Архивировано 8 августа 2009 года.                                                                    | Украина                                                          |
| | Голы | Гармаш 5' Коркишко 50'                                           |

| Англия:                                                                                  |    |                  |     |     |
|                                                                                          |    |                  |     |     |
| В                                                                                        | 1  | Джейсон Стил (к) |     |     |
| З                                                                                        | 2  | Киран Триппьер   |     |     |
| З                                                                                        | 3  | Джозеф Мэтток    | 45' |     |
| З                                                                                        | 4  | Дэн Гослинг      |     |     |
| З                                                                                        | 5  | Кайл Уокер       |     |     |
| Н                                                                                        | 7  | Дэнни Уэлбек     |     | 64' |
| П                                                                                        | 8  | Дэнни Дринкуотер | 53' | 55' |
| П                                                                                        | 10 | Натан Делфунесо  |     |     |
| П                                                                                        | 11 | Хенри Лэнсбери   |     |     |
| П                                                                                        | 16 | Джо Беннетт      |     |     |
| Н                                                                                        | 18 | Мэттью Бриггс    |     | 56' |
| Запасные:                                                                                |    |                  |     |     |
| В                                                                                        | 13 | Деклан Радд      |     |     |
| П                                                                                        | 6  | Гэвин Хойт       |     | 56' |
| Н                                                                                        | 9  | Найл Рейнджер    |     | 64' |
| З                                                                                        | 12 | Рис Мерфи        |     |     |
| З                                                                                        | 17 | Эндрю Татт       |     | 55' |
| З                                                                                        | 15 | Андрос Таунсенд  |     |     |
| Тренер:                                                                                  |    |                  |     |     |
| Брайан Истик Помощники судьи: Матиас Класениус Саулюс Дирда Четвёртый арбитр: Иштван Вод |    |                  |     |     |

| Украина:         |    |                    |     |       |
|                  |    |                    |     |       |
| В                | 1  | Игорь Левченко     |     |       |
| З                | 2  | Дмитрий Кушниров   |     |       |
| З                | 3  | Темур Парцвания    |     |       |
| З                | 4  | Сергей Кривцов     |     |       |
| П                | 7  | Дмитрий Коркишко   |     |       |
| П                | 8  | Кирилл Петров (к)  | 62' | 90+6' |
| Н                | 9  | Денис Гармаш       | 67' |       |
| П                | 14 | Евгений Шахов      |     |       |
| П                | 15 | Сергей Рыбалка     |     |       |
| П                | 17 | Виталий Каверин    |     | 80'   |
| З                | 19 | Игорь Чайковский   |     |       |
| Запасные:        |    |                    |     |       |
| В                | 12 | Вячеслав Базилевич |     |       |
| З                | 5  | Максим Белый       |     |       |
| П                | 10 | Артур Карноза      |     |       |
| Н                | 11 | Сергей Шевчук      |     | 80'   |
| П                | 18 | Дмитрий Еременко   |     | 90+6' |
| З                | 20 | Сергей Логинов     |     |       |
| Тренер:          |    |                    |     |       |
| Юрий Калитвинцев |    |                    |     |       |

| Чемпион Европы U-19 2009 |
| ------------------------ |
| Украина Первый титул     |

## Статистика

### Посещаемость
- Общая посещаемость — 100 100[9]
- Средняя посещаемость — 6673

В финальном матче Евро-2009 был побит рекорд посещаемости одного матча — она составила 25 100 человек, в то время как предыдущий самый посещаемый матч состоялся во время финала в 2002 году, проходившем в Норвегии — 16 000 человек.
На чемпионате был также установлен рекорд общей посещаемости турнира.

### Победы и поражения
- Наибольшее число побед — 3 (Украина)
- Наименьшее число побед — 0 (Словения, Турция)
- Наибольшее число поражений — 2 (Испания, Словения, Турция)
- Наименьшее число поражений — 0 (Украина)

### Карточки
- — 80
- — 9
- Первая жёлтая карточка —  Адем Ляйич в матче против сборной Франции
- Первая красная карточка —  Бобан Йович в матча против сборной Украины
- Наибольшее количество желтых карточек — 14 (Франция)
- Наименьшее количество жёлтых карточек — 5 (Испания)

### Цифры
- Общее количество забитых мячей — 40
- Среднее количество голов в матче — 2.67
- Лучший бомбардир —  Натан Делфаунсо (4 гола)
- Наибольшее количество мячей, забитых командой — 13 (Англия)
- Наименьшее количество мячей забитых командой — 2 (Словения, Турция)
- Наибольшее количество мячей, пропущенных командой — 7 (Словения)
- Наименьшее количество мячей, пропущенных командой — 3 (Украина)
- Первый гол турнира —  Джозеф Мэтток в ворота сборной Швейцарии
- Последний гол турнира —  Дмитрий Коркишко в ворота сборной Англии
- Самый быстрый гол —  Евгений Шахов в ворота сборной Сербии на 48-й секунде
- Самый поздний гол —  Натан Делфаунсо в ворота сборной Франции на 105-й минуте
- Первый дубль —  Милан Миланович в матче против сборной Испании

## Лучшие бомбардиры
| # | Футболист  | Команда | Голы | Игры |
| - | ---------- | ------- | ---- | ---- |
| 1 | Делфунесо  | Англия  | 4    | 5    |
| 2 | Алексич    | Сербия  | 3    | 4    |
| 3 | Гармаш     | Украина | 3    | 5    |
| 4 | Лэнсбери   | Англия  | 3    | 5    |
| 5 | Сан-Мартин | Испания | 2    | 3    |
| 6 | Браими     | Франция | 2    | 4    |
| 7 | Миланович  | Сербия  | 2    | 4    |
| 8 | Петров     | Украина | 2    | 5    |
| 9 | Уэлбек     | Англия  | 2    | 5    |

В скобках указаны голы с пенальти

## Факты
- Украина стала первой сборной, которая победила на домашнем турнире.
- В финальном матче турнира сборная Англии выступала с чёрными траурными повязками в память о недавно погибшем Бобби Робсоне.
- Самый быстрый гол в истории чемпионатов Европы до 19-ти лет был забит сборной Украины в ворота сборной Сербии, на 48-й секунде отличился Евгений Шахов.